# Anonse
Anonse.com – gazety ogłoszeniowe wydawane w województwach: lubelskim, mazowieckim, podkarpackim, świętokrzyskim, pomorskim i kujawsko-pomorskim, w których zamieszczanie ogłoszeń drobnych jest bezpłatne. 
W gazetach wydawanych przez Wydawnictwo Jezierski, tj. „Anonse Radomskie”, „Anonse Świętokrzyskie”, „Anonse Podkarpackie”, „Anonse Lubelskie” i „Oferta” (Warszawa) ogłoszenia drobne zamieszczało się telefonując do redakcji, wysyłając je na wyciętym z gazety kuponie (pocztą lub bezpłatnie wrzucając do żółtych skrzynek rozmieszczonych na terenie miast i wielu mniejszych miejscowości), wysyłając SMS lub korzystając ze specjalnej strony internetowej. Dystrybucja gazet była płatna.
W gazetach wydawanych przez Wydawnictwo Steinborn ogłoszenia zamieszcza się, wysyłając je na wyciętym z gazety kuponie, telefonując do redakcji, wysyłając SMS lub korzystając ze specjalnej strony internetowej. Dystrybucja gazet jest płatna.
Gazety posiadają portale internetowe.
W centralnej, południowej i wschodniej Polsce gazety były wydawane przez Wydawnictwo Prasowe Adama Jezierskiego, z siedzibą w Radomiu, przy ul. Prażmowskiego 15, prawnie używające skróconej nazwy Wydawnictwo Jezierski (od 1989), na północy zaś przez Wydawnictwo Steinborn sp.j. w Gdyni (od 1992).
Gazety wydawane przez Wydawnictwo Steinborn Sp.J. w województwach pomorskim i kujawsko-pomorskim w 2014 roku zmieniły nazwę z "Anonse" na "Znajdź To", by uniknąć konfuzji klientów. Ogłoszeniowy wortal internetowy znany wcześniej pod adresem anonse.pl istnieje teraz pod adresem i nazwą znajdzto.pl